# Wall (Pensilvania)
Wall es un borough ubicado en el condado de Allegheny en el estado estadounidense de Pensilvania. En el año 2000 tenía una población de 727 habitantes y una densidad poblacional de 701.7 personas por km².

## Geografía
Wall se encuentra ubicado en las coordenadas 40°23′36″N 79°47′16″O / 40.39333, -79.78778.

## Demografía
Según la Oficina del Censo en 2000 los ingresos medios por hogar en la localidad eran de $26,595 y los ingresos medios por familia eran $32,500. Los hombres tenían unos ingresos medios de $25,500 frente a los $23,333 para las mujeres. La renta per cápita para la localidad era de $14,720. Alrededor del 16.7% de la población estaba por debajo del umbral de pobreza.